# Лобанов-Ростовский, Пётр Семёнович
Князь Пётр Семёнович Лобанов-Ростовский (ум. 1597) — голова, воевода и окольничий во времена правления Ивана IV Васильевича Грозного и Фёдора Ивановича.
Из княжеского рода Лобановы-Ростовские. Внук князя Ивана Лобана, родоначальника князей Лобановы-Ростовские. Третий сын князя Семёна Ивановича Лобанова-Ростовского. Имел братьев, князей: Ивана Большого, Ивана Среднего, Ивана Меньшого и Никиту Семёновичей.

## Биография

### Служба Ивану Грозному
В 1575 году князь П. С. Лобанов-Ростовский служил головой в полку правой руки под командованием боярина князя Голицына «на Мышеге». В декабре того же года участвовал в походе на Ревель (Колывань) с тем же полком. В 1577 году четвёртый голова в Колыванском походе при окольничем Шереметьеве в войсках правой руки, после взятия русской армией Режицы оставлен в ней первым осадным воеводой и служил там ещё в 1580 году. В 1580—1581 годах — первый воевода в Алысте (Мариенбурге). В 1582 году осадный воевода в Алысте, а с июля годовал воеводой в Новгороде. С весны 1583 года был одним из воевод большого полка в походе к Казани против татар, а по возвращении оттуда, в 1584 году сперва третий, в ноябре второй, а в марте 1585 года третий осадный воевода в Великом Новгороде и второй воевода при городском Софийской стороны строении. Наместником и первым воеводой в Новгороде в это время был боярин князь Василий Фёдорович Скопин-Шуйский.

### Служба Фёдору Ивановичу
После смерти царя Ивана Грозного и вступления на царский престол его сына Фёдора Ивановича шведский военачальник и наместник Лифляндии Понтус Делагарди письменно обратился к первому новгородскому воеводе князю В. Ф. Скопину-Шуйскому с вопросом: приедут ли московские послы в Стокгольм для заключения мира, и прислал при этом «опасные грамоты» для проезда послов. Неправильность в царском титуле, допущенная Делагарди, побудила князя В. Ф. Скопина-Шуйского оставить письмо без ответа. Вскоре Понтус Делагарди прислал вторую грамоту, снова приглашая московских послов приехать в Стокгольм. На эту грамоту последовал такой ответ второго новгородского воеводы, князя Петра Семёновича Лобанова-Ростовского: «Ты пришлец в Шведской земле, старых обычаев государских не ведаешь, как отец государя вашего ссылался с Новгородскими наместниками. Государю нашему опасные королевские грамоты на послов не надобны, то дело непригоже, и я эту опасную грамоту отослал с твоим же гончиком назад. А что ты писал государя нашего титул не по пригожу, так это потому, что ты при государях не живал, государя нашего титул и не знаешь, как его описывать».
Лифляндский наместник Понтус Делагарди обиделся и этим ответом, и тем, что ему отвечал не первый новгородский воевода, а второй. Князю В. Ф. Скопину-Шуйскому он написал: «Я всегда был такой же, как ты, если только не лучше тебя». Князь П. С. Лобанов-Ростовский получил от него такого рода упрёки: «Вы все стоите в своем великом русском безумном невежестве и гордости; а пригоже было бы вам это оставить, потому что прибыли вам от этого мало. Будь тебе ведомо, что я издавна в здешнем высокохвальном государстве Шведском не иноземец, и не называют меня иноземцем. Пишешь, что некоторое время я не был при дворе своего государя — это правда: думаю, что об этом узнал твой государь, и ты, и другие его подданные, потому что я ходил с Шведскою ратью в вашей земле и её воевал. Знай, что мой король никак не пошлет своих послов в землю твоего государя до тех пор, пока все дела постановятся и совершатся на рубеже».
8 марта 1585 года князь Пётр Васильевич Лобанов-Ростовский был назначен вместе с князем В. Ф. Скопиным-Шуйским «городовое дело делать» в Новгороде на Софийской стороне. В 1587 году был пожалован в окольничие, а затем был назначен вторым судьей Разбойного приказа.
В 1587—1588 годах часто обедал за царским столом. 26 января 1589 года при постановлении в патриархи митрополита Иова, водил перед ним «около града осля» вместе с патриаршим боярином А. В. Плещеевым. 27 января, на другой день после назначения Иова в патриархи, по царскому указу князь Петр Лобанов обедал у патриарха. 28 января после обедни от патриаршего двора до Тверских ворот вели осла под патриархом: бояре Борис Фёдорович Годунов и Андрей Васильевич Плещеев. Как патриарх проехал за Тверские ворота, царь Фёдор Иванович велел Борису Годунову быть при себе, а на его место послал князя Петра Семёновича Лобанова-Ростовского. 28 января вместе с другими вельможами приносил дары патриарху Иову, во время обеда за патриаршим столом князь П. С. Лобанов и боярин А. В. Плещеев занимали главные места.
В 1589 году был отправлен в Новгород, чтобы подготовить город к прибытию туда русской армии под предводительством царя Фёдора Ивановича, выступившим в поход против Швеции. В 1591 году второй воевода Передового полка в Новгороде, а после отправлен в поход под Выборг сперва первым воеводой, а после направлен в Иван-город вторым воеводой Сторожевого полка, где и оставлен на время третьим воеводой, откуда в 1592 году провожал съестные припасы в Новгород первым воеводой Сторожевого полка. В августе и декабре этого же года был у Государя за столом. В 1593—1594 годах третий воевода в Новгороде.
В 1597 году князь Пётр Семёнович Лобанов-Ростовский скончался, не оставив после себя потомства.

## Критика
П. Н. Петров в «Истории родов русского дворянства» показывает год смерти окольничего и князя Петра Семёновича — 1595 год. Эту же дату указывает М. Г. Спиридов.